# Eliška Klučinová
Eliška Klučinová (República Checa, 14 de abril de 1988) es una atleta checa especializada en la prueba de pentatlón, en la que consiguió ser medallista de bronce europea en pista cubierta en 2015.

## Carrera deportiva
En el Campeonato Europeo de Atletismo en Pista Cubierta de 2015 ganó la medalla de bronce en el pentatlón, con una puntuación de 4687 puntos que fue récord nacional checo, tras la británica Katarina Johnson-Thompson (oro con 5000 puntos que fue récord nacional británico) y la belga Nafissatou Thiam.